# Słupia (gmina, Jędrzejów)
Pour les articles homonymes, voir Słupia.
Słupia est une gmina rurale du powiat de Jędrzejów, Sainte-Croix, dans le centre-sud de la Pologne. Son siège est le village de Słupia, qui se situe environ 24 km à l'ouest de Jędrzejów et 56 km au sud-ouest de la capitale régionale Kielce.
La gmina couvre une superficie de 107,88 km2 pour une population de 4 392 habitants (2016).

## Géographie
La gmina inclut les villages de Dąbrowica, Jasieniec, Nowa Wieś, Nowy Węgrzynów, Obiechów, Raszków, Rawka, Rożnica, Sieńsko, Słupia, Sprowa, Stary Węgrzynów, Wielkopole et Wywła.
La gmina borde les gminy de Moskorzew, Nagłowice, Sędziszów, Szczekociny et Żarnowiec.